# Campeonato de Irlanda de Ciclismo Contrarreloj
Los Campeonatos de Irlanda de Ciclismo Contrarreloj se organizan anual e ininterrumpidamente desde el año 1997 para determinar el campeón ciclista de Irlanda de cada año, en la modalidad. 
El título se otorga al vencedor de una única carrera, en la modalidad de Contrarreloj individual. El vencedor obtiene el derecho a portar un maillot con los colores de la Bandera de Irlanda hasta el campeonato del año siguiente, solamente cuando disputa pruebas Contrarreloj.

## Palmarés
| Año  | Ganador            | Segundo          | Tercero            |
| 1997 | Scott Hamilton     | Tommy Evans      | Simon Coughlan     |
| 1998 | Scott Hamilton     | Jamie Hunter     | Paul Healion       |
| 1999 | Philip Cassidy     | David Peelo      | Tommy Evans        |
| 2000 | Paul Healion       | Ryan Hamilton    | Shane Pendergast   |
| 2001 | David McCann       | Paul Kane        | Paul Healion       |
| 2002 | David McCann       | David O'Loughlin | Andrew Donnellan   |
| 2003 | David O'Loughlin   | Brian Kenneally  | Paul Healion       |
| 2004 | David McCann       | David O'Loughlin | Stephen Gallagher  |
| 2005 | David McCann       | Andrew Roche     | Thomas Evans       |
| 2006 | David O'Loughlin   | Paul Healion     | Thomas Evans       |
| 2007 | Nicolas Roche      | David McCann     | David O'Loughlin   |
| 2008 | Paul Healion       | Neil Delahaye    | John Heverin       |
| 2009 | David McCann       | Martyn Irvine    | Con Collis         |
| 2010 | David McCann       | Martyn Irvine    | Aaron Buggle       |
| 2011 | Matthew Brammeier  | David McCann     | Michael Hutchinson |
| 2012 | Michael Hutchinson | Martyn Irvine    | Nicolas Roche      |
| 2013 | Michael Hutchinson | David McCann     | Colm Cassidy       |
| 2014 | Michael Hutchinson | Colm Cassidy     | Martyn Irvine      |
| 2015 | Ryan Mullen        | Edward Dunbar    | Martyn Irvine      |
| 2016 | Nicolas Roche      | Edward Dunbar    | Ryan Mullen        |
| 2017 | Ryan Mullen        | Nicolas Roche    | Marcus Christie    |
| 2018 | Ryan Mullen        | Marcus Christie  | Paul Kennedy       |
| 2019 | Ryan Mullen        | Edward Dunbar    | Craig McAuley      |
| 2020 | Conn McDunphy      | Nicolas Roche    | Lindsay Watson     |
| 2021 | Ryan Mullen        | Nicolas Roche    | Marcus Christie    |
| 2022 | Ben Healy          | George Peden     | Edward Dunbar      |
| 2023 | Ryan Mullen        | Ben Healy        | George Peden       |
| 2024 | Edward Dunbar      | Ryan Mullen      | George Peden       |
| 2025 | Ryan Mullen        | George Peden     | Darren Rafferty    |

## Estadísticas

### Más victorias
| Ciclista           | Victorias | Años                                      |
| ------------------ | --------- | ----------------------------------------- |
| Ryan Mullen        | 7         | 2015, 2017, 2018, 2019, 2021, 2023 y 2025 |
| David McCann       | 6         | 2001, 2002, 2004, 2005, 2009 y 2010       |
| Michael Hutchinson | 3         | 2012, 2013 y 2014                         |
| Scott Hamilton     | 2         | 1997 y 1998                               |
| Paul Healion       | 2         | 2000 y 2008                               |
| David O'Loughlin   | 2         | 2003 y 2006                               |
| Nicolas Roche      | 2         | 2007 y 2016                               |